# Otogi-zōshi

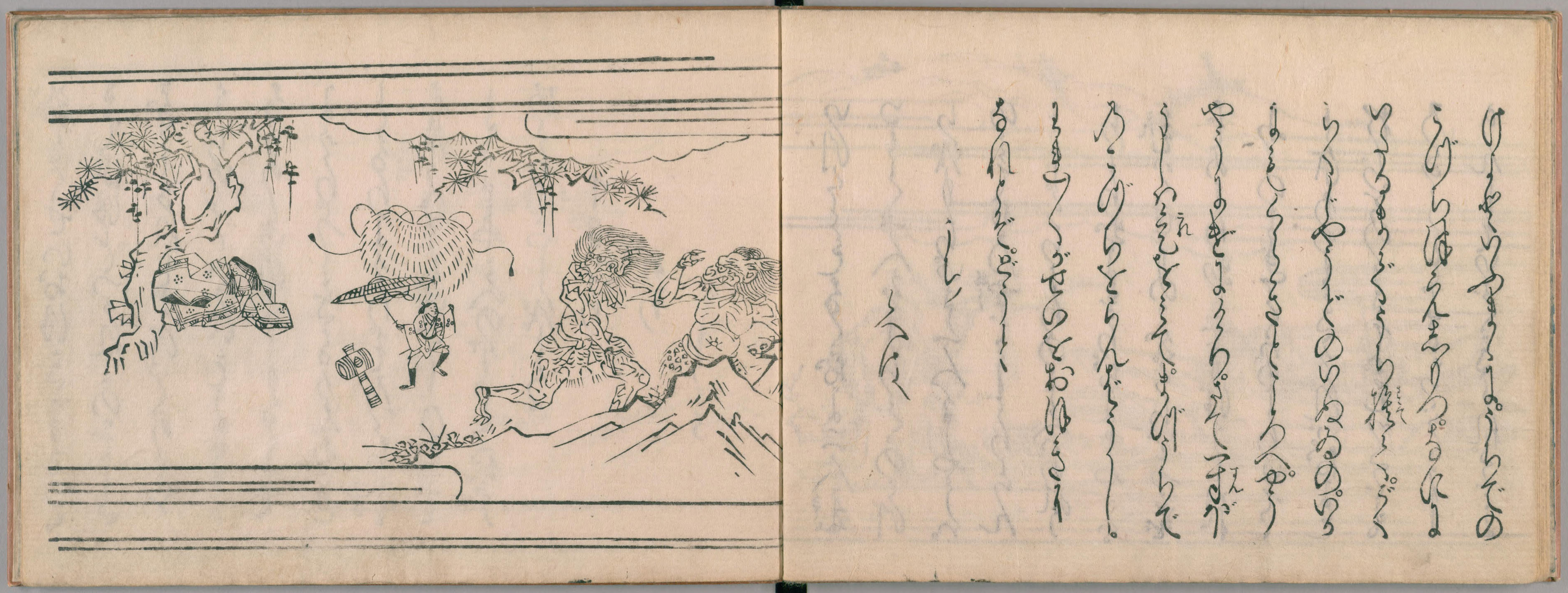
Illustration d'une édition du otogi-zōshi vers 1725.

L’otogi-zōshi (御伽草子, otogi-zōshi) fait référence à un groupe d’approximativement 350 récits japonais écrits principalement durant l'époque de Muromachi (1392-1573) et du genre littéraire qui en découle. Ces courtes histoires illustrées dont les auteurs restent inconnus forment ensemble l’un des genres littéraires les plus représentatifs du Japon médiéval.

## Aperçu
On considère souvent ce type de récit en prose courte du Japon comme un genre transitoire, qui comble le fossé entre la littérature courtoise de la période Heian (794-1160), le plus plébéien kana-zōshi (contes écrits en kanas) et le ukiyo-zōshi (Contes du monde flottant) de l'époque d'Edo (1600-1868). Les histoires ont été à l'origine rédigées dans des rouleaux illustrés ou des livrets (nara-ehon).
Parce que les histoires étaient fréquemment récitées devant un auditoire, beaucoup de récits sont simples, avec peu de descriptions, de profondeur ou de développement. D'autres, cependant, sont plus poétiquement allusifs, suggérant qu’ils furent composés par des lettrés. Beaucoup de contes sont des récits de quêtes banales, tournant souvent autour d'une seule figure héroïque. Pour faire progresser l’histoire, le passage du temps est rapide, avec des personnages vieillissant parfois des années ou des décennies dans l'espace d'une seule phrase.
L’étendue des sujets visités par les oto-gizōshi empêche une généralisation facile du genre. Les sujets incluent les préoccupations temporelles (l'amour, le mariage, la famille), spirituelles (la poursuite de l'édification spirituelle, des rencontres avec les manifestations du Bouddha), des aventures guerrières, des farces et des fantasy. Alors que certaines des histoires ont un but pédagogique, la plupart des otogi-zōshi semblent avoir été composés principalement pour divertir.

## Catégories d'oto-gizōshi
Les otogizōshi ont été scindés en de multiples catégories :
- les contes de l'aristocratie, qui sont tirés d’œuvres précédentes comme : Le Dit du Genji, Le Dit des Heike et le Taiheiki ;
- les contes religieux ;
- les contes de guerriers souvent basés sur Le Dit des Soga et Le Dit de Yoshitsune ;
- les contes de pays étrangers, basés sur le Konjaku monogatari shū ;
- les plus connus de ces contes, cependant, sont de nouvelles versions de contes et légendes traditionnels familières, comme Issun-bōshi.

## L’origine du termeotogi-zōshi
Le terme otogi signifie littéralement « compagnon » et le nom complet, otogi-zōshi, se traduit par : « conte de compagnon ». Cette désignation, cependant, n'est pas entrée en usage avant 1725, lorsqu’un éditeur d'Osaka publia une collection de vingt-trois livrets illustrés intitulée Shūgen otogi-bunko. Alors que d’autres éditeurs produisaient leurs propres versions du Shūgen otogibunko, ils commencèrent à référer à cette collection de contes comme l’otogi-zōshi. Progressivement, le terme est venu à décrire n'importe quel ouvrage de la période Muromachi ou du début de l'époque d'Edo qui exposait le même style général que les contes dans le Shūgen otogi-bunko.

## L’otogi-zōshiselon les spécialistes
L’otogi-zōshi est venu à l'attention des historiens littéraires modernes à la fin du XIXe siècle. Généralement, les experts ont été critiques de ce genre, le rejetant pour ses fautes perçues en comparaison de la littérature aristocratique des époques de Heian et Kamakura. Par conséquent, les manuels scolaires japonais standardisés ne font souvent aucune référence au otogi-zōshi lorsqu’ils abordent la littérature japonaise médiévale. Cependant, des études récentes ont contredit cette position critique, mettant en évidence la vitalité et l’attrait inhérent de ce genre sous-estimé. Le terme chusei shosetsu (romans médiévaux), inventé par l’éminent spécialiste Ichiko Teiji, tente de situer les contes à l’intérieur d’un continuum narratif.